# Kaufmannovo Ukřižování
Kaufmannovo Ukřižování je česká gotická desková malba neznámého autora z let 1340-1360, původně zřejmě střední část menšího skládacího oltáříku.

## Historie díla
Obraz vznikl pravděpodobně v Praze. Ze sbírky Richarda von Kaufmann (1849 - 1908) v Berlíně ho roku 1918 získali obchodník s uměním Pavel Cassirer a F.W. Lippmann v Berlíně společně s Hugo Helbingem z Mnichova a darovali ho tehdejšímu Muzeu císaře Friedricha v Berlíně. Odtud se dostal do sbírek Gemäldegalerie Berlin.

## Dílo
Temperová malba na dřevěné desce potažené plátnem má velikost 67 x 29,5 cm. Roku 1918 byl obraz restaurován a podlepen novým plátnem.
V českém prostředí jde o první známé zobrazení Kalvárie se třemi kříži a komplexním dějem pod nimi, které ukazuje na italský vliv. Italského původu je také kompozice prostoru a užití perspektivní zkratky. Jiné prvky malby, jako bohatý a rytmický pohyb figur, ostrá kresba, plastická modelace a gotická pestrost barev zároveň ukazují na dolnorakouské a západoevropské (francouzské) předlohy Dramaticky vyhrocený naturalismus scény se poněkud vymyká obvyklé lyrické atmosféře české malby.
Celkové slohové pojetí obrazu má řadu shodných rysů s dílem Mistra vyšebrodského oltáře, ale je patrně o něco mladším dílem jiného umělce a představuje pokrok od projevu mysticko-náboženského směrem k dramatickému podání skutečnosti a zesílení účinku.
O českém původu díla mezi historiky umění nepanuje shoda a někteří ho považují za dílo rakouského malíře, který vyšel z dílny Mistra Klosterneuburského oltáře. S tím souvisí také datace díla, kterou někteří ve vztahu k oltáři z Klosterneuburgu (1331) posunují do období vlády Jana Lucemburského (1340), ale jiní soudí na italský vliv (obraz Ukřižování Simona Martiniho z roku 1342) a považují za pravděpodobnější vznik po roce 1350.
Jedná se formálně dokonalé dílo, které nemá v evropském malířství stejného období paralely. Některé motivy z něj byly později hojně přejímány, zejména pak muž sedící na zemi s jednou nataženou a druhou pokrčenou nohou. Inspiraci Kaufmannovým Ukřižováním lze doložit v dochovaných deskových obrazech, ale také i v knižní malbě u nás i v zahraničí.